# Maurice Schutz
Maurice Schulz (Parigi, 4 agosto 1866 – Clichy, 22 marzo 1955) è stato un attore francese.
Ha recitato in circa 91 film tra il 1918 e il 1952.

## Filmografia parziale
- Quatre-vingt-treize, regia di René Antoine (1920)
- Il fantasma del Moulin Rouge (Le Fantôme du Moulin-Rouge), regia di René Clair (1925)
- Il viaggio immaginario (Le Voyage imaginaire), regia di René Clair (1926)
- Napoleone (Napoléon vu par Abel Gance), regia di Abel Gance (1927)
- La passione di Giovanna d'Arco (La passion de Jeanne d'Arc), regia di Carl Theodor Dreyer (1928)
- Fantômas, regia di Pál Fejös (1932)
- Vampyr - Il vampiro (Vampyr), regia di Carl Theodor Dreyer (1932)
- Tre valzer (Les trois Valses), regia di Ludwig Berger (1938) (non accreditato)
- Delirio d'amore (La Symphonie fantastique), regia di Christian-Jaque (1942)
- Il diavolo zoppo (Le Diable boiteux), regia di Sacha Guitry (1948)
- Ritorna la vita (Retour à la vie), regia di André Cayatte, Henri-Georges Clouzot (1949)
- Storie straordinarie (Histoires extraordinaires à faire peur ou à faire rire...), regia di Jean Faurez (1949)
- Un marito per mia madre (Miquette et sa mère), regia di Henri-Georges Clouzot (1950)
- Boîte à vendre, regia di Claude André Lalande (1951) - cortometraggio